# قمة البريكس 2016
كانت قمة بريكس 2016 القمة بريكس السنوية الثامنة وهي مؤتمر علاقات دولية حضره رؤساء الدول أو رؤساء حكومات الدول الخمس الأعضاء البرازيل وروسيا والهند والصين وجنوب إفريقيا. عقدت القمة في الفترة من 15 إلى 16 أكتوبر 2016 في فندق تاج إكزوتيكا في بيناوليم، غوا، الهند. كانت الهند وقتها تتولى رئاسة بريكس من فبراير 2016 إلى ديسمبر 2016.
أعلن في قمة البريكس السابعة التي عقدت في يوليو 2015 أن الهند ستستضيف قمة البريكس الثامنة. أعلن في مارس 2016 أن القمة ستعقد في غوا.

## الأحداث الجانبية
أُقيم المهرجان السينمائي الأول لدول بريكس في نيودلهي من 2 إلى 6 سبتمبر 2016، حيث عُرضت خلال الخمسة أيام أربعة أفلام من كل دولة مشاركة.
اجتمع وزراء البيئة لدول بريكس في غوا في 16 سبتمبر توصلوا فيه إلى اتفاق على مذكرة تفاهم، وأعلنوا عن تأسيس مجموعة عمل مشتركة لتعزيز التعاون المؤسسي في القضايا البيئية. عقد وزراء الزراعة لدول بريكس اجتماعًا في نيودلهي في 23 سبتمبر.
أُقيم المعرض التجاري الأول لدول البريكس في ميدان براغاتي، نيودلهي، من 12 إلى 14 أكتوبر. لكن بشكل مفاجئ غابت الصين عن الحدث بسبب العوائق التجارية، فسرت وسائل الإعلام الهندية هذا الفعل على أنه تجاهل من الصين للهند في خضم النزاع الدبلوماسي، عقب استخدام الصين حق النقض ضد طلب الهند تصنيف زعيم جيش محمد وقائده محمد مسعود أظهر كـ"إرهابي" في الأمم المتحدة.

## القمة
صدر بيان أعلنت فيه الدول الأعضاء إدانتها الشديدة للإرهاب بكافة أشكاله ومظاهره، وشددت على أنه لا يوجد مبرر له مطلقًا. واتخذت المجموعة قرارًا بإنشاء وكالة لتقييم الجدارة الائتمانية في المستقبل. كما حثت بنك التنمية الجديد التابع لدول بريكس على التركيز على تمويل المشاريع ذات الأولوية في التنمية وتأسيس شبكة للمستثمرين. وتضمنت الاتفاقيات الأخرى تأسيس مراكز بحثية في مجالات الزراعة والسكك الحديدية ومجلس رياضي لدول البريكس.
ركز البيان الختامي على تعزيز "المعايير الدولية التي تسهم في الاستقرار والاندماج بالمساحات المشتركة". ولفت الانتباه إلى أن "الاتفاقيات التجارية الإقليمية الكبرى التي أحدثت تغييراً جذرياً في النقاش حول التجارة العابرة للحدود، مما دفع القمة للتأكيد على ضرورة التعاون في القضايا الهامة المتعلقة بحقوق الملكية الفكرية والاقتصاد الرقمي". كما أبرزوا "الدور المحوري" للنظام التجاري لمنظمة التجارة العالمية. وتم التطرق إلى المساحات الرقمية بشكل يتعدى إدارة الإنترنت فحسب، بل وأيضاً لضمان بقاء الفضاء السيبراني مفتوحاً للتجارة ولمنع "تجزئته إلى فئات" عبر أنظمة تجارية مغلقة.
قال شي جين بينغ: "يشهد الاقتصاد العالمي انتعاشاً متقلباً. شهدت دول بريكس تباطؤاً في النمو الاقتصادي وواجهت تحديات جديدة في مسار التنمية نتيجة لتأثيرات العوامل الداخلية والخارجية". كما أشار إلى المخاطر المتزايدة المتعلقة بالعولمة. وأضاف مودي أن بريكس تعد منارة للسلام والأمل.

## اللقاءات الثنائية
كان من المقرر أن يجتمع مودي ببوتين وجين بينغ قبل يوم من بداية أعمال القمة. زار جين بينغ بنغلاديش في طريقه إلى القمة وأشرف على توقيع صفقات بقيمة 13.6 مليار دولار واتفاقيات قروض بقيمة 20 مليار دولار.
التقى ممثلون من الهند وميانمار في نيودلهي بعد القمة ووقعوا ثلاث مذكرات تفاهم تتعلق بالتعاون في قطاع الطاقة والإشراف المصرفي بين بنك الاحتياطي الهندي والبنك المركزي لميانمار وتصميم برنامج لبناء قدرات أكاديمية ومهنية لصناعة التأمين في ميانمار.

## الخلافات
يما يخص الإرهاب كان هناك جدل واسع خاصة في أعقاب تبعات هجوم أوري لعام 2016 وأحداث كشمير في ذات العام. صرح مودي بأن أعضاء بريكس "أجمعوا على أن الذين يؤوون ويدعمون ويحتضنون هذه القوى العنيفة والإرهابية هم خطرًا علينا بقدر الإرهابيين أنفسهم". لكن لم لم يشر البيان الختامي إلى مثل هذا الإجماع ولم يستخدم كلمات مثل "دعم" أو "رعاية". ظلت الصين ثابتة في معارضتها لطلب الهند الانضمام إلى مجموعة الموردين النوويين ولحق النقض في مجلس الأمن الدولي. واتهمت باكستان القادة الهنود بتضليل أعضاء بريكس. وأعلنت المتحدثة باسم وزارة الخارجية الصينية هوا تشون ينغ أن الصين ستدعم "حليفتها في جميع الأحوال"، في الوقت الذي تسعى فيه الهند لعزل باكستان دوليًا.
دعت وسائل التواصل الاجتماعي في الهند إلى مقاطعة الصين بسبب حق النقض في مجلس الأمن الدولي بينما يسعى مودي لزيادة التجارة. احتج مؤتمر شباب التبت خارج السفارة الصينية في نيودلهي وأصدر رئيسه تنزين جيغمي بيانًا قال فيه: "ما دام الاحتلال مستمرًا، وما دامت الحكومة الشيوعية تتبع سياساتها المتشددة وتتجاهل معاناة شعب التبت، فإن كفاح ومقاومة التبتيين ستستمر. [على الصين أن تنهي] احتلالها غير الشرعي للتبت". وأعرب أيضًا عن قلقه بشأن "الوضع الحرج الراهن".

## قمة البريكس والبمستيك

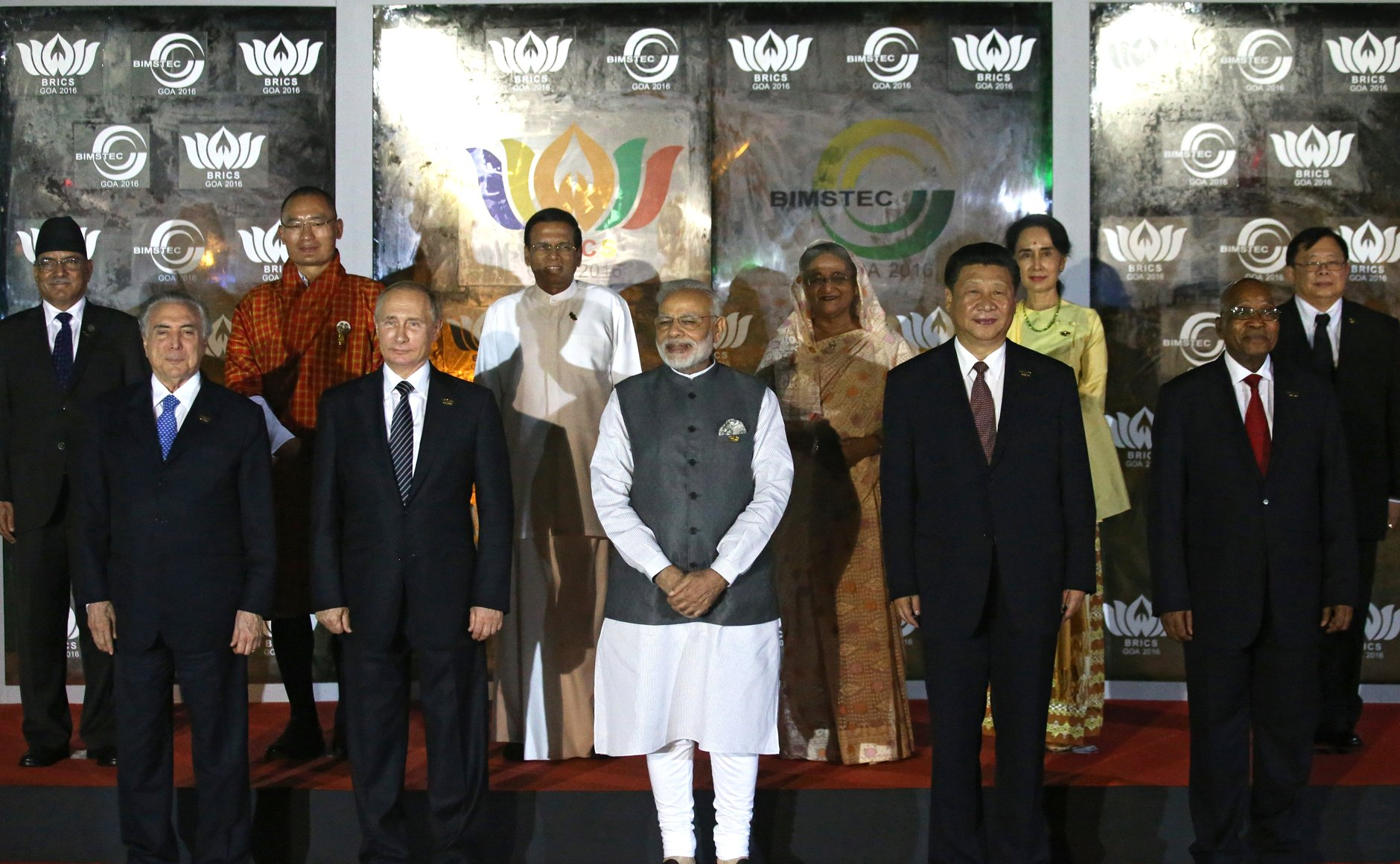
صورة لقادة البريكس مع قادة بيميستيك

دعت الهند قادة الدول الأعضاء في بيمستيك لعقد قمة مشتركة مع بريكس لزيادة التواصل الإقليمي.
- بنغلاديش - شيخة حسينة، رئيس الوزراء
- بوتان – تشيرينج توبجاي، رئيس وزراء بوتان
- ميانمار – أون سان سو تشي، مستشار الدولة  [لغات أخرى]‏
- نيبال – بوشبا كمال داهال، رئيس الوزراء
- سريلانكا – مايتريبالا سيريسينا، الرئيس

## القادة

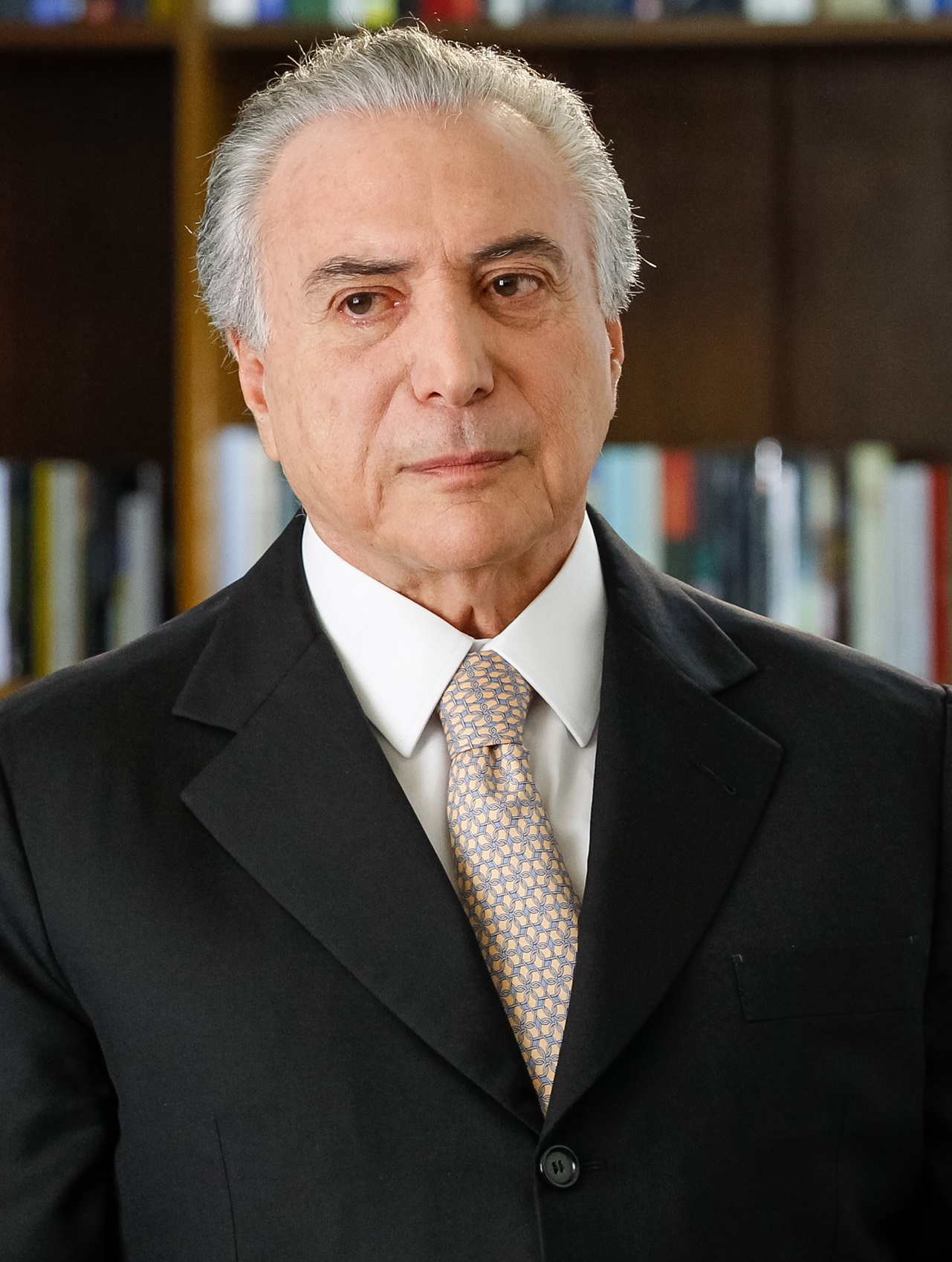
البرازيل ميشال تامر، رئيس البرازيل
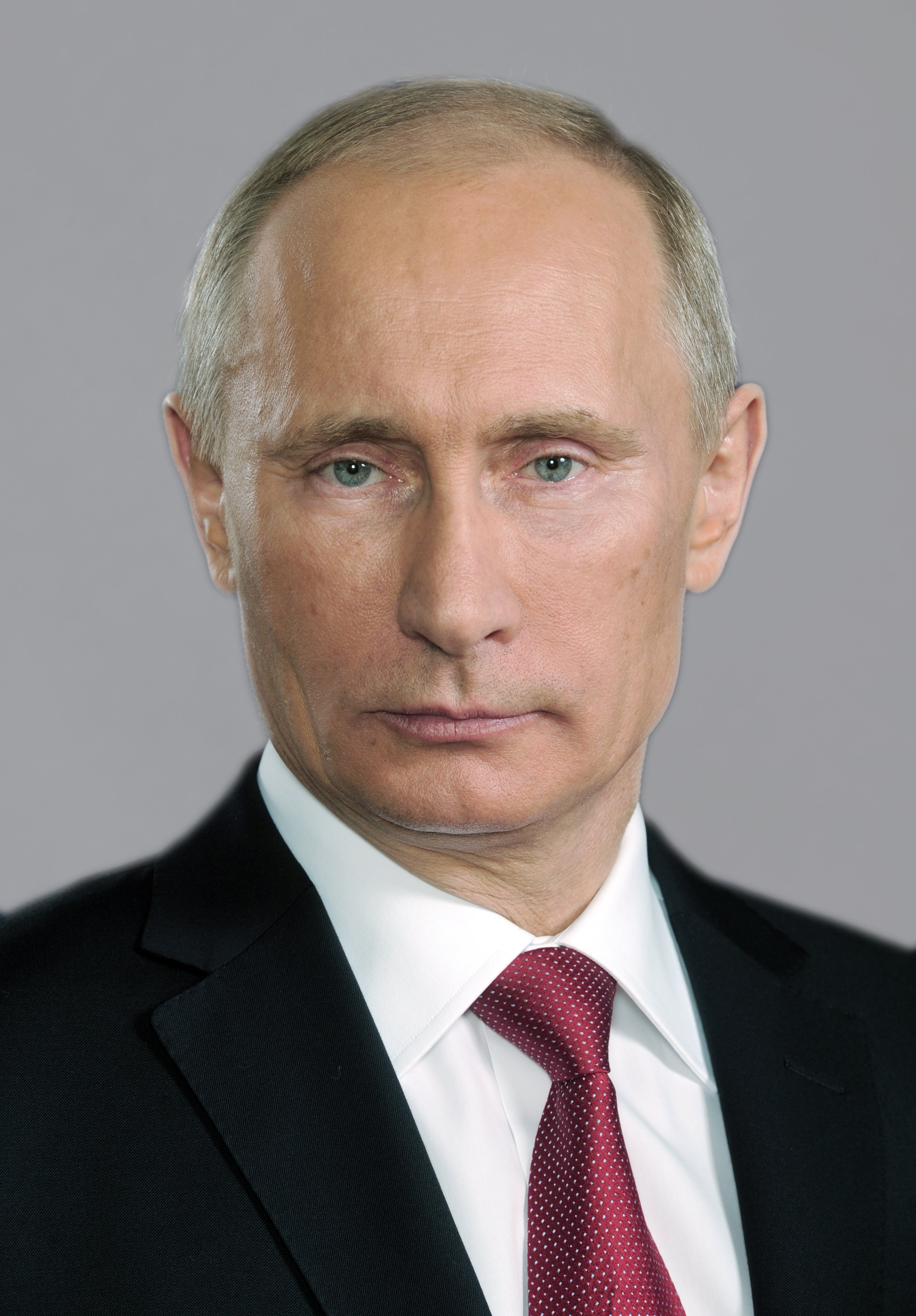
روسيا فلاديمير بوتين، رئيس روسيا
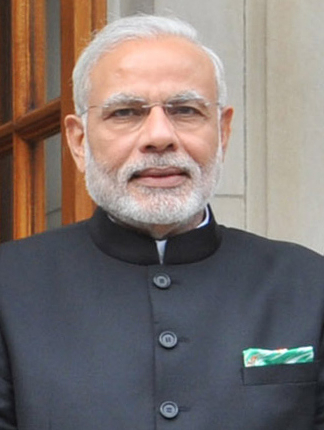
الهند ناريندرا مودي، رئيس وزراء الهند (المضيف)
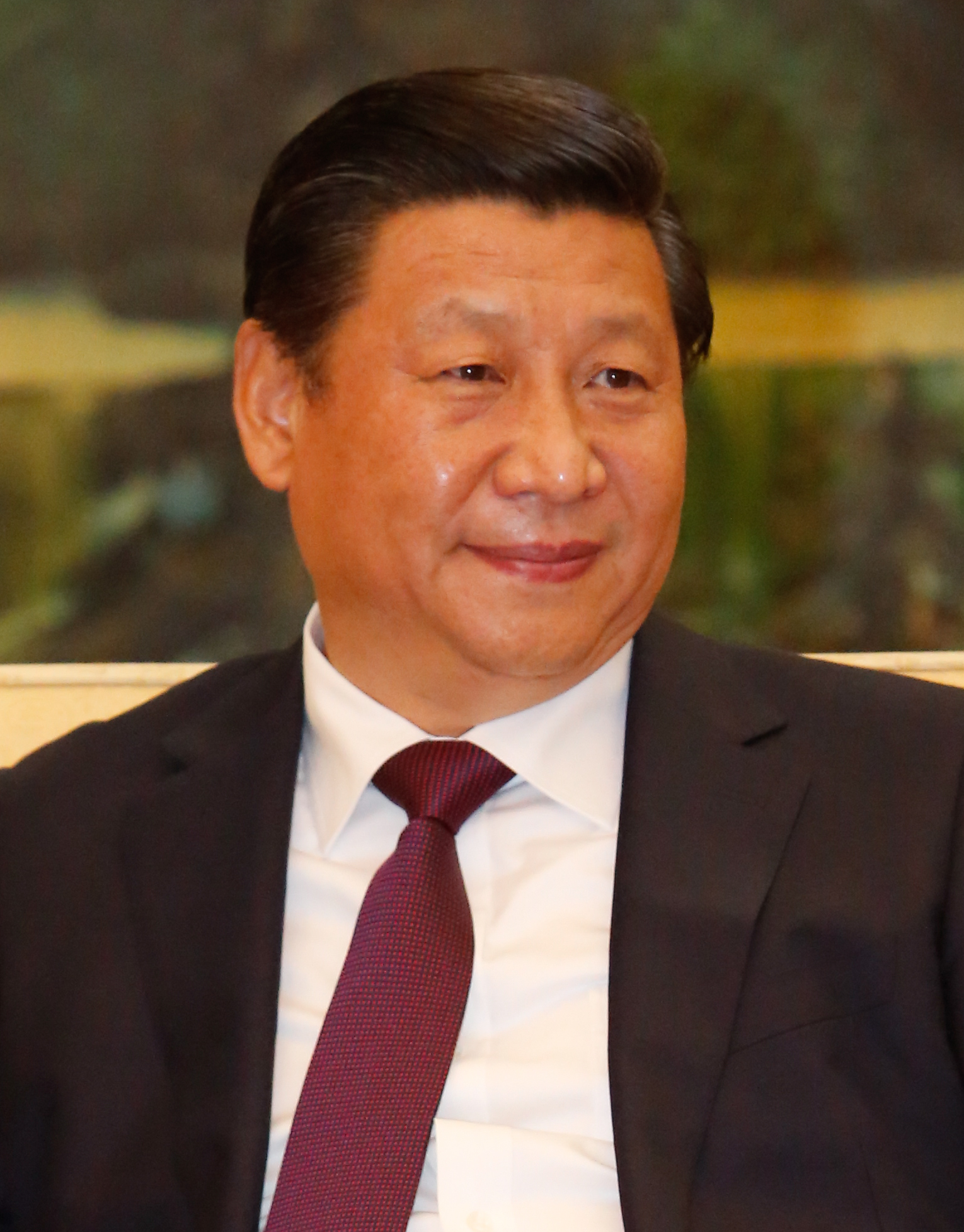
الصين شي جين بينغ، رئيس الصين
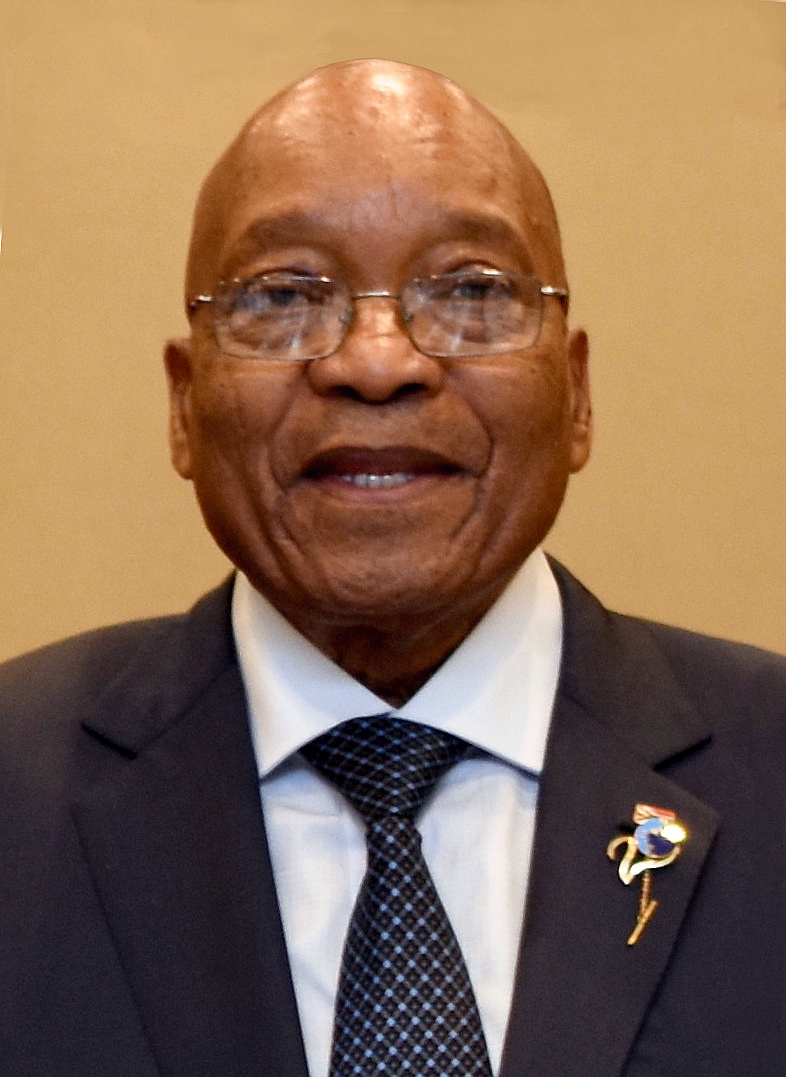
جنوب إفريقيا جاكوب زوما، رئيس جنوب إفريقيا